# Anne Medil
Anne Medil es una deportista australiana que compitió en judo. Ganó una medalla de bronce en el Campeonato de Oceanía de Judo de 1998, en la categoría de –78 kg.

## Palmarés internacional
| Campeonato de Oceanía | Campeonato de Oceanía | Campeonato de Oceanía | Campeonato de Oceanía |
| Año                   | Lugar                 | Medalla               | Categoría             |
| --------------------- | --------------------- | --------------------- | --------------------- |
| 1998                  | Apia (Samoa)          | Medalla de bronce     | –78 kg                |